# Dozwolony użytek

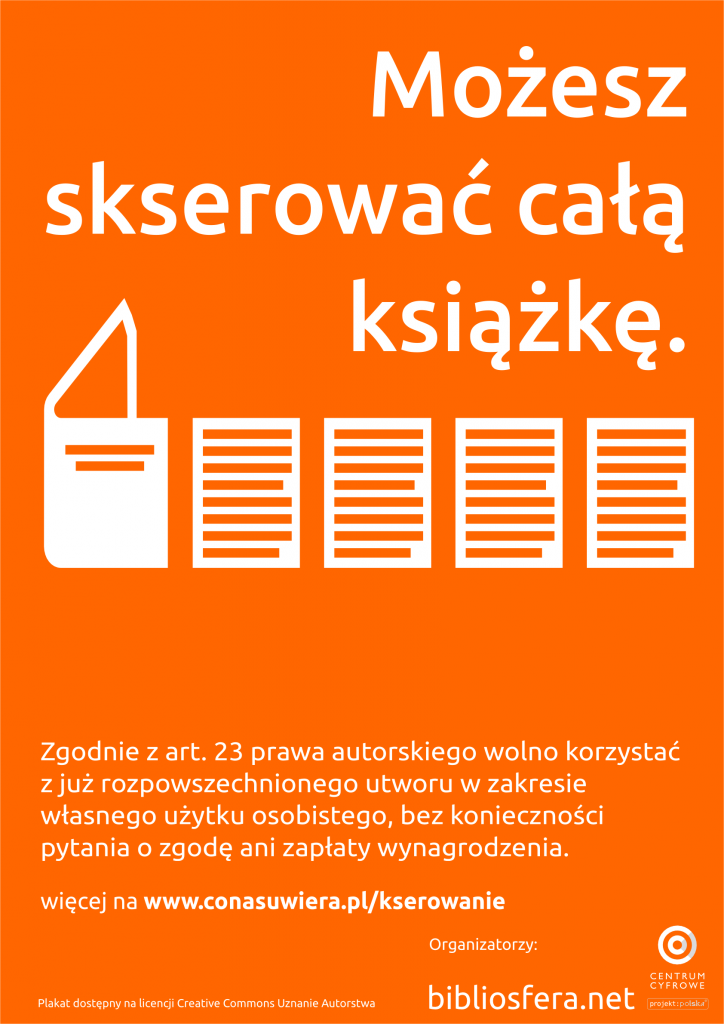
Plakat z akcji promującej wiedzę o dozwolonym użytku prywatnym

Ikonografika przedstawiająca zasady dozwolonego użytku w edukacji

Dozwolony użytek – instytucja polskiego prawa autorskiego, której istotą jest zezwolenie na korzystanie z cudzych utworów chronionych autorskimi prawami majątkowymi bez zgody podmiotu praw autorskich i (co do zasady) bez wynagrodzenia. Dozwolony użytek ogranicza wyłączne prawo podmiotu praw autorskich do korzystania z utworu i do czerpania korzyści z korzystania z utworu. Ograniczenie tych praw wyłącznych jest uzasadnione interesem prywatnym (dozwolony użytek prywatny) lub publicznym (dozwolony użytek publiczny).
Nazwa „dozwolony użytek” jest charakterystyczna dla polskiej ustawy z 1994. Nie występuje ona w ustawach ani w nauce prawa innych państw. Nie występowała także w polskich ustawach o prawie autorskim z 1926 i 1952. Dozwolony użytek jest polskim odpowiednikiem wyjątków i ograniczeń praw autorskich.
Obowiązują pewne reguły dotyczące wszystkich postaci dozwolonego użytku. Utwór, z którego wolno korzystać w granicach dozwolonego użytku, musi być uprzednio udostępniony publicznie. Ponadto należy przestrzegać autorskich praw osobistych (w miarę możliwości oznaczyć autora i źródło). Dodatkowo działalność użytkownika nie może być konkurencyjna wobec działalności podmiotu praw autorskich.

## Istota
Podmiot praw autorskich ma wyłączne prawo do korzystania, rozporządzania i wynagrodzenia za korzystanie z utworu. W szczególnych przypadkach ten monopol może być ograniczony przepisami ustawy. Część prawników twierdzi, że nie chodzi tylko o ustawę o prawie autorskim i prawach pokrewnych, ale też m.in. o kodeks cywilny czy umowy międzynarodowe.
Jedną z takich instytucji jest dozwolony użytek, uregulowany w rozdziale III oddziale 3 ustawy o prawie autorskim. Jego celem jest umożliwienie użytkownikom swobodnego (w pewnym zakresie) dostępu do twórczości, czyli umożliwienie korzystania z utworów bez konieczności każdorazowego otrzymywania zgody podmiotu praw autorskich i, co do zasady, bez zapłaty wynagrodzenia.
Uzasadnieniem dozwolonego użytku są względy praktyczne (interesy osobiste użytkowników – w przypadku dozwolonego użytku prywatnego) i celowościowe (interesy publiczne – w przypadku dozwolonego użytku publicznego). Dozwolony użytek (wyjątki i ograniczenia praw autorskich w ogólności) jest „klasyczną instytucją prawa autorskiego”.

## Dozwolony użytek wśród wyjątków i ograniczeń praw autorskich
Pojęcie „dozwolony użytek” nie pochodzi z języka prawniczego. Zostało ono wprowadzone jako tytuł grupy przepisów do polskiej ustawy o prawie autorskim i prawach pokrewnych z 1994. Wcześniej, w ustawach z 1926 oraz z 1952, takiej nazwy nie było. Także ustawy innych krajów o prawie autorskim nie posługują się podobną zbiorczą nazwą. Nazwa „dozwolony użytek” dosłownie przetłumaczona na inne języki, np. w języku niemieckim zulässiger Gebrauch, nie jest znana. Wyrażono opinię, według której „dozwolony użytek” jest pojęciem funkcjonalnym, a nie ściśle prawnym. Zatem obejmuje on przepisy, których nie łączy istota, a cel ustanowienia.
Skoro dozwolony użytek jest takim specyficznym pojęciem, nie prowadzi się rozważań o relacji pojęć „dozwolony użytek” i „ograniczenia prawa autorskiego”. Także rozróżnianie pojęć takich jak „dozwolony użytek” oraz „licencje ustawowe” pozostaje niejasne. Autorzy przedstawiający klarowną klasyfikację szeroko pojętych ograniczeń praw autorskich są zgodni, że nie można jej odnieść wprost do obowiązujących przepisów. Uporządkowanie terminologii nie wpłynęłoby na stosowanie przepisów, ale byłoby wygodne.

## Historia
Przepisy o dozwolonym użytku znajdowały się w ustawach z 1926 oraz z 1952. W pierwszej z wymienionych były one ujęte w art. 13–17, w rozdziale II, zatytułowanym „Ograniczenie prawa autorskiego”. Zezwalały m.in. na użytek prywatny, przedruk i rozpowszechnianie utworów przez radio. W ustawie z 1952 przepisy o dozwolonym użytku znalazły się w art. 18–22, w rozdziale III, zatytułowanym „Treść prawa autorskiego”. Zmiany dokonane w tej ustawie były wadliwe: niespójne i niedostosowane do stanu techniki. To w okresie obowiązywania ustawy z 1952 pojawiło się zjawisko masowego kopiowania na taśmy magnetyczne. W odpowiedzi zaproponowano nałożenie opłat reprograficznych.
Przepisy ustawy z 1994 dotyczące dozwolonego użytku kilkakrotnie nowelizowano. W 2004 i 2015 wprowadzono zmiany w celu dostosowania polskiego prawa do prawa Unii Europejskiej (dyrektywy 2001/29/WE). W zakresie dozwolonego użytku prywatnego dodano wymóg korzystania z „pojedynczych egzemplarzy” utworów. Ponadto pojawił się szereg nowych przepisów o dozwolonym użytku publicznym.

## Zasady dozwolonego użytku

### Ogólna koncepcja dozwolonego użytku
Dozwolony użytek obejmuje tylko niektóre sposoby korzystania niektórych grup utworów. Trudno je systematyzować i uogólniać. Powszechnie przyjmuje się, że nie ma ogólnych kryteriów dozwolonego użytku, a ich sformułowanie wydaje się niemożliwe. Jednak część prawników uważa inaczej. Co prawda te przepisy różnią się zakresem dozwolonego korzystania z utworów, ale łączy je metoda regulacji. W związku z tym zaproponowano osiem zasad prawnych wspomagających wykładnię przepisów:
1. zasada zamkniętego katalogu postaci dozwolonego użytku,
2. zasada korzystania z rozpowszechnionego utworu,
3. zasada powszechności (powszechnej dostępności dozwolonych sposobów korzystania) – na dozwolony użytek może powoływać się każdy (np. dozwolony użytek prywatny) lub każdy, kto należy od określonej grupy (np. dozwolony użytek biblioteczny)[17],
4. zasada lojalności (nienaruszania normalnego korzystania z utworu, zob. test trójstopniowy),
5. zasada poszanowania osobistych praw autorskich,
6. zasada korzystania bez wynagrodzenia,
7. zasady: ograniczenia swobody albo ograniczenia treści wykonywania prawa autorskiego – zależnie od przyjętej koncepcji,
8. zasada prawa podmiotowego użytkownika – propozycja jednego naukowca.

W związku z tym, że nie ma ogólnej koncepcji dozwolonego użytku, niektórzy proponują upodobnienie polskich przepisów do fair use. Jednak zastosowanie obcej instytucji prawa spowolniłoby działanie sądów. Rozwiązaniem tego problemu mogłoby być zastosowanie wniosków z doświadczeń Kanady. Obowiązuje tam fair dealing upodobniony do fair use.

### Zamknięty zbiór wyjątkowych sytuacji
W polskiej ustawie, podobnie jak w ustawach innych krajów systemu droit d’auteur oraz w prawie Unii Europejskiej, zastosowano kazuistyczną (posługującą się szczegółami) metodę regulacji przepisów o wyjątkach i ograniczeniach praw autorskich. Specjaliści wyprowadzają z tego wniosek, że skoro zasadą jest wyłączność praw autora, to dozwolony użytek jest wyjątkiem od zasady. Wobec tego należy stosować regułę exceptiones non sunt extendae, czyli ściśle interpretować przepisy, bez analogii między postaciami dozwolonego użytku. Część prawników dopuszcza analogię pod warunkiem uwzględnienia słusznych interesów twórców i funkcji danego przepisu. Uzasadniają oni, że zakaz analogii „nie ma podstaw normatywnych i nie jest aksjologicznie usprawiedliwiony”.

### Korzystanie z utworów rozpowszechnionych
Dozwolony użytek nie narusza autorskich praw osobistych, w tym prawa autora do decydowaniu o pierwszym publicznym udostępnieniu utworu (prawa autora do rozpowszechnienia utworu). Innymi słowy, dozwolony użytek obejmuje tylko utwory rozpowszechnione. Ta reguła tradycyjnie obowiązuje w krajach systemu droit d’auteur. W okresie obowiązywania ustawy z 1926 polscy prawnicy nie byli pewni, czy można było ją stosować, ponieważ ówczesne przepisy jej nie formułowały. Ustawa z 1994 w różnych przepisach o dozwolonym użytku wymaga uprzedniego rozpowszechnienia, opublikowania, wystawienia. Po nowelizacjach z 2004 i 2015 jest mniej przepisów o dozwolonym użytku, które wymagają uprzedniej publikacji (udostępnienia materialnych nośników utworu: książek, płyt CD, itp.).
Nie ma pewności, jak traktować korzystanie z utworów otrzymanych bezpośrednio od autora, które nie zostały wcześniej rozpowszechnione. Można uznać, że takie utwory są przedmiotem dozwolonego użytku tylko w przypadku korzystania przez obdarowanego, ale nie przez inne osoby. Można się także zastanowić, czy autor, udostępniając prywatnie utwór, nie upoważnił obdarowanego do decydowania o pierwszym udostępnieniu utworu. Nie wiadomo też, jak traktować takie sytuacje, gdy użytkownik nie wie, że utwór nie został rozpowszechniony za zgodą autora. Chodzi głównie o prawo cytatu i przedruku. Rygorystycznie oceniając, takie korzystanie jest nielegalne, nawet jeżeli użytkownik nie może ustalić, czy utwór jest rozpowszechniony. Istnieje jednak opinia, że takie korzystanie może być legalne, o ile jeżeli użytkownik nie ponosi winy (nie może ustalić, czy utwór jest rozpowszechniony).

### Nienaruszanie normalnego korzystania
Test trójstopniowy jest umieszczany w aktach prawnych z zakresu prawa autorskiego. Reguluje on tworzenie i interpretację przepisów o wyjątkach i ograniczeniach praw autorskich (dozwolonym użytku). W 1994 test został zawarty w art. 35 polskiej ustawy o prawie autorskim. Użyto sformułowania „dozwolony użytek nie może naruszać” (normalnego korzystania z utworu lub godzić w słuszne interesy twórcy), co oznacza, że art. 35 ogranicza zakres przepisów o dozwolonym użytku. Podmiot dysponujący prawami autorskimi może się na niego powoływać w sytuacji, gdy użytkownik narusza prawa autorskie, nawet jeżeli nie wynika to z przepisu regulującego daną postać dozwolonego użytku.
Mimo że regulacja jest obecna w polskim prawie autorskim od wielu lat, wciąż budzi wątpliwości i przysparza problemów interpretacyjnych z uwagi na brak definicji legalnych i nieostrość użytych pojęć. Poglądy nauki prawa na ten temat nie są jednolite i prowadzą do różnych wniosków. Również sądy nie dają jasnej odpowiedzi. 

### Poszanowanie autorskich praw osobistych
Wyjątki i ograniczenia praw autorskich dotyczą tylko autorskich praw majątkowych. Co do tego specjaliści są zgodni, chociaż ta reguła nie została wprost wyrażona w przepisach. W ustawie z 1926 dało się ją wywieść z przepisu o dozwolonym użytku publicznym, który nakazywał podawanie twórcy i źródła utworu oraz zakazywał zmieniania utworu. Nie było pewne, czy ta reguła dotyczyła także użytku prywatnego. W ustawie z 1994 o obowiązku wymienienia twórcy i źródła utworu stanowi art. 34. Zasada poszanowania autorskich praw osobistych jest na tyle pewna, że oceniono, że sformułowanie wprost w ustawie wymogu podania autora i źródła jest „w pewnym sensie zbędne” .
Obowiązek z art. 34 dotyczy wszystkich postaci dozwolonego użytku. Tej oceny nie zmienia fakt, że trudno kontrolować wymienienie twórcy i źródła w przypadku użytku prywatnego.
Podanie twórcy oznacza podanie jego imienia i nazwiska lub pseudonimu. Jeżeli utwór wydano anonimowo, podanie tożsamości twórcy mogłoby naruszyć jego prawa osobiste. W przypadku utworów współautorskich takich jak filmy, nie ma potrzeby wymieniania wszystkich współautorów . Także pojęcie „źródło” może oznaczać różne dane. W przypadku cytatu jest to tytuł utworu, jednak może też chodzić o lokalizację utworu (np. nazwę i numer czasopisma, stronę www). Podanie źródła może polegać na podaniu nazwiska redaktora dzieła zbiorowego lub nazwy wydawcy. Wymienione dane są przykładowe. Nie ma potrzeby podawać wszystkich jednocześnie .
W praktyce podanie autora i źródła może wyglądać różnie, w zależności od możliwości. W niektórych przypadkach nie ma pełnej wiedzy o autorstwie i źródle, w innych – nie ma możliwości przekazania takiej informacji w ramach korzystania z utworu. Chodzi m.in. o cytat w czasie koncertu. O sposobie podania autora i źródła decyduje także zwyczaj .

### Brak wynagrodzenia za dozwolony użytek
Co do zasady użytkownik nie musi płacić podmiotowi praw autorskich za korzystanie z tytułu dozwolonego użytku. Tę zasadę ustanawia art. 34 ustawy o prawie autorskim. Wyjątki mają równoważyć ochronę interesu użytkowników i podmiotów praw. Jednym sposobem równoważenia interesów tych grup jest obowiązywanie opłat reprograficznych. Stanowią one rekompensatę dla podmiotów praw autorskich za masowy dozwolony użytek prywatny. Z kolei niektóre przepisy o dozwolonym użytku publicznym przyznają podmiotom praw autorskich prawo do wynagrodzenia. Do tych przepisów należą m.in.: prawo przedruku, zezwolenie na korzystanie z utworów przy tworzeniu podręczników, wypisów i antologii oraz encyklopedii i atlasów; a także dozwolony użytek biblioteczny.
Z brakiem wynagrodzenia wiąże się kwestia korzyści majątkowych użytkownika. Niektóre przepisy wymagają, by użytek był nieodpłatny. Zdaniem części prawników oznacza to, że w tych przypadkach użytkownik nie płaci podmiotowi praw autorskich za korzystanie, ale także nie może korzystać z utworu w celach komercyjnych (w celu osiągnięcia korzyści majątkowych). Niektórzy specjaliści twierdzą, że ta zasada dotyczy wszystkich postaci dozwolonego użytku. 
Inni stwierdzają, że ten wniosek jest błędny, skoro wymóg nieodpłatności jest określony tylko w niektórych przepisach. Po drugie wskazuje się, że z niektórymi sposobami dozwolonego korzystania zwykle wiąże się osiąganie korzyści (np. z tworzeniem antologii). Stąd wniosek, że osiąganie korzyści jest legalne, jeżeli dany przepis tego nie wyklucza i jeżeli nie narusza się testu trójstopniowego. Także sądy dopuszczają legalność sytuacji, w których użytkownik osiąga zysk, o ile osiągnięcie tego zysku nie jest wyłącznym celem korzystania z utworu.

### Ograniczenie treści albo wykonywania prawa autorskiego
Ograniczeniem (granicą) treści prawa autorskiego jest to, co znajduje się poza zakresem uprawnień podmiotu praw autorskich. Z kolei ograniczeniem swobody wykonywania prawa autorskiego jest to, czego autor nie może skutecznie dochodzić (w sądzie). W okresie obowiązywania ustawy z 1926 istniała interpretacja, według której dozwolony użytek prywatny stanowi ograniczenie treści, a dozwolony użytek publiczny – ograniczenie wykonywania prawa autorskiego. W okresie obowiązywania ustawy z 1952 przedstawiano różne opinie na ten temat. Część prawników uważa, że na gruncie ustawy z 1994 dozwolony użytek jest ograniczeniem wykonywania prawa autorskiego. Inni zdecydowanie opowiadają się za drugą koncepcją.

### Prawo podmiotowe do dozwolonego użytku
Pojawiła się propozycja przyznania prawa podmiotowego do dozwolonego użytku albo nawet szerzej, prawa podmiotowego użytkownika do praw autorskich. Jak dotąd użytkownikowi nie przysługuje takie prawo i nie może on domagać się umożliwienia korzystania z utworu.
Praktycznymi zaletami przyznania prawa podmiotowego użytkownikowi byłyby m.in.: umożliwienie mu przedstawienia pozytywnego zarzutu dozwolonego użytku (przerzucenie ciężaru dowodu na tego, kto wywodzi skutki prawne z braku dozwolonego użytku). Wykonywanie dozwolonego użytku byłoby oceniane z punktu widzenia art. 5 kodeksu cywilnego. Rozwianoby wątpliwości co do okoliczności usuwania zabezpieczeń technicznych zapobiegających przed kopiowaniem utworów i co do skuteczności umownej modyfikacji dozwolonego użytku.
Wady tego rozwiązania są zasadnicze. Marginalizuje ono autora i inne podmioty uprawnione. Trudno byłoby określić treść takiego prawa. Użytkownicy wyposażeni w prawo podmiotowe mieliby większą możliwość osłabienia swoich praw (nie wystarczyłoby uczynić takiego prawa niezbywalnym). Ponadto istnieje problem umownego modyfikowania zakresu dozwolonego użytku, które grozi uszczupleniem uprawnień celowo przyznanych przez ustawodawcę. Przyznanie prawa podmiotowego do dozwolonego użytku podniosłoby koszty transakcyjne, szczególnie te związane z dochodzeniem ochrony przez użytkownika.

## Klasyfikacja
Podstawowym podziałem przepisów o dozwolonym użytku jest podział według adresatów i rodzaju zaspokajanych interesów. Jest to podział na dozwolony użytek prywatny i publiczny. Dozwolony użytek prywatny (osobisty) zezwala osobom fizycznym na korzystanie z utworów w sferze prywatnej. Z utworu mogą korzystać – oprócz użytkownika – także osoby mu bliskie. Sposób korzystania z utworu jest co do zasady dowolny. Do czasu, gdy zaczęto masowo prywatnie kopiować utwory, przyjmowano, że ochrona prawa autorskiego z natury nie dotyczy prywatnej sfery użytkowników. Z kolei dozwolony użytek publiczny zezwala określonym podmiotom korzystać z cudzych utworów ze względu na potrzeby kulturalno-oświatowe społeczeństwa. Zakres przepisów o dozwolonym użytku publicznym wynika z aktualnych potrzeb społecznych. Chodzi m.in. o użytek w celach informacyjnych i dydaktyczno-naukowych.
Innym kryterium jest możliwość uzyskania wynagrodzenia przez podmiot praw autorskich z tytułu dozwolonego korzystania przez użytkowników. Jeszcze innym jest możliwy sposób korzystania: część przepisów odnosi się wyłącznie do korzystania tradycyjnego, a część – zarówno do tradycyjnego, jak i do cyfrowego.